# Dominika Lasota
Dominika Lasota (26 november 2001) is een Poolse klimaatactiviste en organisator van de Fridays for Future-beweging in Polen.

## Biografie
Lasota werd geboren in 2001 en ging in 2018–2019 twee jaar naar het Stonyhurst College, een middelbare school in Engeland en nam ook deel aan jeugdkampen in de Verenigde Staten.

## Activisme
Geïnspireerd door de Zweedse Greta Thunberg, werd Lasota mede-oprichter en organisator van de Fridays for Future-beweging in Polen.
Op 15 juni 2020 was Lasota een van de activisten die tijdens de bijeenkomst van de Europese Raad van 19 juni 2020 een protestactie hield voor de kanselarij van de premier van Polen om druk uit te oefenen op de Poolse regering over klimaatcrisiskwesties. Lasota voerde aan dat, aangezien er naar het advies van wetenschappers werd geluisterd tijdens de coronapandemie, ook naar het advies van wetenschappers in de beoordeling en speciale rapporten van het Intergovernmental Panel on Climate Change (IPCC) moest worden geluisterd. Lasota bekritiseerde het falen van het personeel van de premier om in te grijpen bij een aanval op een klimaatactivist. De aanval vond plaats tijdens een ontmoeting tussen politici en het publiek in Bydgoszcz op 26 juni, in verband met de Poolse presidentsverkiezingen van 2020. Verschillende "oudere mensen" vielen klimaatactiviste Malwina Chmara aan "slechts anderhalve meter van de premier", aldus Lasota. Lasota verklaarde dat "er niets is gedaan om de aanval te stoppen". Lasota en Chmara zeiden dat ze de reden voor de gewelddadige aanvallen niet begrepen en ze vonden het kwetsend dat noch het kabinet van de premier, noch het kabinet van de president zich verontschuldigde voor het uitblijven van een tussenkomst.
Tijdens een protest in augustus 2020 voor het Ministerie van Staatsactiva, geleid door minister Jacek Sasin, verklaarde Lasota dat politici gewone mensen uitsloten van besluitvorming met betrekking tot de klimaatcrisis, in plaats daarvan de voorkeur gaven aan de Poolse kolenlobby.
Tijdens een protest in Bydgoszcz in september 2020 voerde ze aan dat de klimaatcrisis mensen ongelijk treft, aangezien armere mensen minder goed in staat waren hun huizen te beschermen tegen orkanen en overstromingen. Ze verklaarde dat de gevolgen van de klimaatcrisis in Polen onder meer de bosbranden in het Nationaal park Biebrza in april 2020 en de verliezen van boeren als gevolg van droogte waren. Lasota verklaarde dat zij en de andere klimaatactivisten van plan waren "de Poolse premier uit te dagen tot een eerlijke transformatie" met betrekking tot de opwarming van de Aarde.
Lasota sprak op COP26 in Glasgow in november 2021 en had gesprekken met Europese leiders over klimaatrechtvaardigheid en de relatie met de Russische invasie van Oekraïne in 2022. The New York Times beschreef haar als typerend voor een "nieuw soort activist" in het koppelen van klimaatactivisme aan oppositie tegen de Russische invasie. Ze is een van de oprichters van de Poolse Adviesraad (Rada Konsultacyjna), opgericht als resultaat van de Poolse vrouwenprotesten van oktober 2020.
Dominika Lasota was in november 2022 samen met onder anderen Vanessa Nakate (Oeganda), Mitzi Jonelle Tan (Filipijnen) en Precious Kalombwana (Zambia) lid van de jongerendelegatie op COP27 in Egypte.
- Virtual International Authority File: 7138167445388788860007